# Giovanni Lami
Giovanni Lami (Santa Croce sull'Arno, 8 novembre 1697 – Firenze, 6 febbraio 1770) è stato uno storico, bibliotecario e abate italiano.

## Biografia

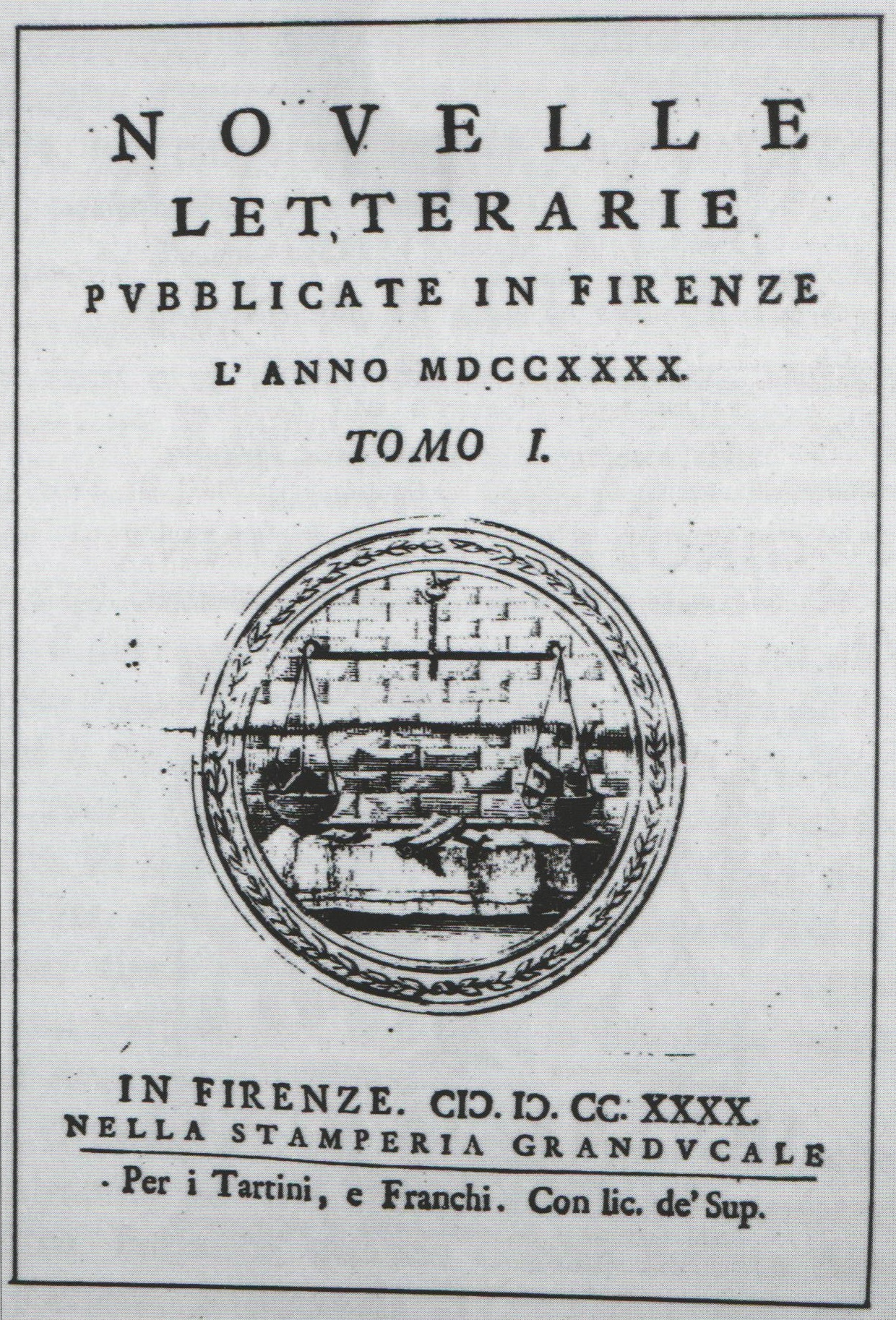
Frontespizio delle «Novelle letterarie» (1740).

Nacque a Santa Croce sull'Arno, oggi in provincia di Pisa e sempre a Pisa si laureò in legge nel 1719, a Firenze proseguì i suoi studi in filosofia e greco. Dal 1727 a 1728 lavorò a Genova come bibliotecario nella biblioteca Pallavicini per poi trasferirsi a Vienna e a Parigi. Dopo l'esperienza parigina fece tutta una serie di viaggi che lo portarono anche nei Paesi Bassi e in Svizzera.
Nel 1732 fece ritorno a Firenze e divenne il direttore della Biblioteca Riccardiana e nel 1733 venne nominato professore di Storia Ecclesiastica presso l'università di Firenze. In seguito divenne anche il teologo consulente del Granduca Francesco Stefano.
Fu tra i fondatori della rivista «Novelle letterarie», un settimanale di lettere e scienze pubblicato a Firenze dal 1740 al 1792. Dalla fondazione fino al 1769 fu l’unico redattore  del giornale.
Fece parte della Massoneria.
Morì a Firenze nel 1770 e venne sepolto nella chiesa di Santa Croce.

## Opere
Le sue opere trattano prevalentemente di storia ecclesiastica e di teologia. Aderente seppur in maniera moderata al Giansenismo polemizzò spesso con i gesuiti.
I suoi testi più importanti furono:
- Deliciae eruditorum, pubblicate a Firenze tra il 1736 e il 1769.
- De eruditione Apostolorum, Florence 1738, p. 239.
- Lezioni di antichità toscane , pubblicato a Firenze nel 1766.

Curò la pubblicazione delle opere del filologo olandese Giovanni Meursio.